# Hwange Colliery FC
Hwange Colliery FC (tot 2005 bekend als Wankie Colliery FC) is een voetbalclub uit Hwange die uitkomt in de Zimbabwaanse Premier Soccer League.

## Geschiedenis
De club werd opgericht in 1893, in de periode dat er een spoorweg van Bulawayo naar de Victoriawatervallen werd aangelegd. De voetbalclub wordt door zijn supporters ook Chipangano genoemd en is de oudste Zimbabwaanse voetbalclub. De club won driemaal de Beker van Zimbabwe: in 1970, 1973 en 1991. In 1970 won Hwange van Salisbury Carries met 6-2. Drie jaar later wonnen ze verrassend van Dynamos F.C. met 1 tegen 0. In 1991 wonnen ze 3-2 van Cranbonne Bullets. De manager van Hwange Colliery FC heet Mebelo Njekwa.

## Prijzen
- Beker van Zimbabwe: 3

1970, 1973, 1991